# Tratwy Bensona

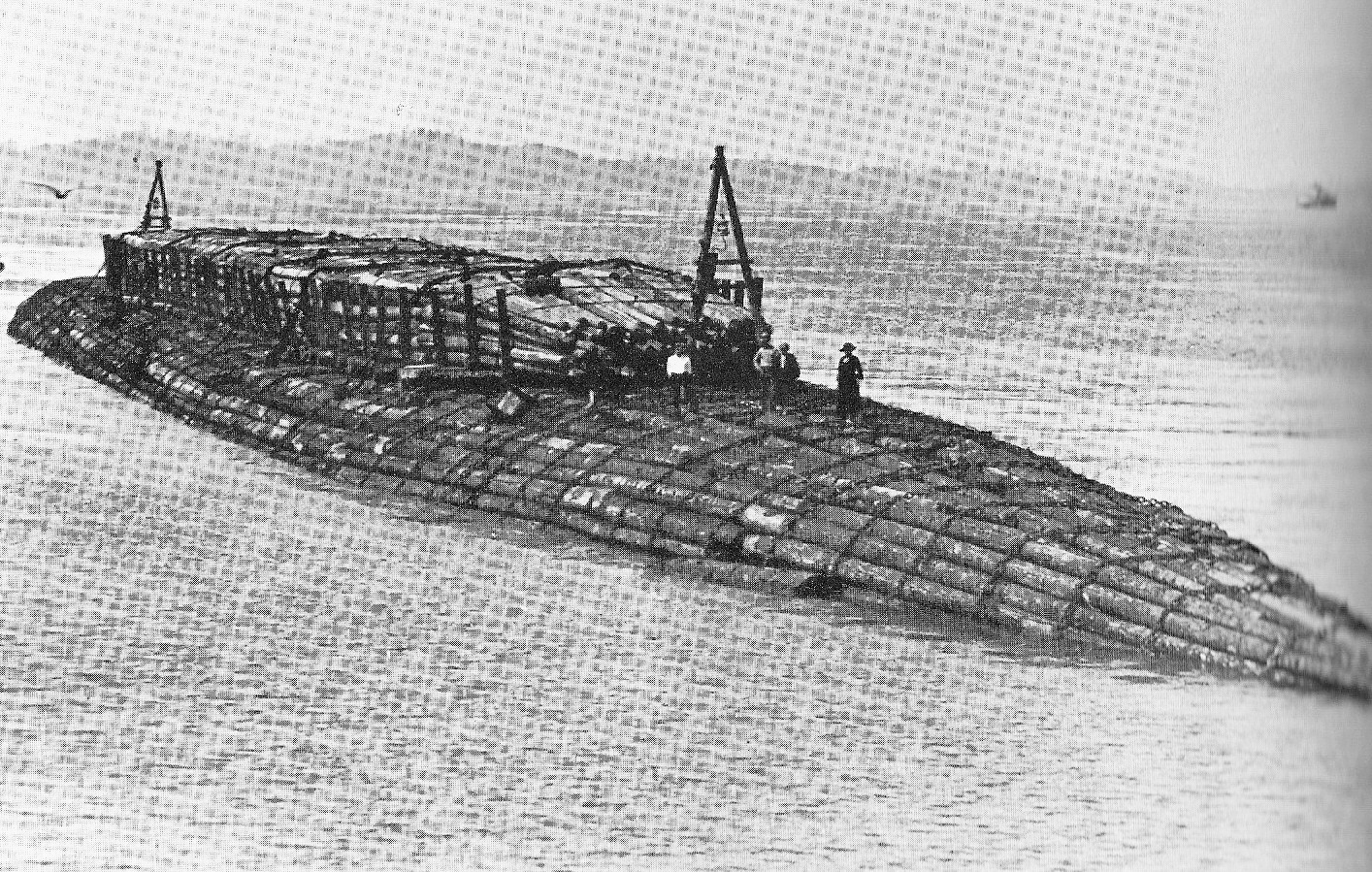
Jedna z tratw Bensona

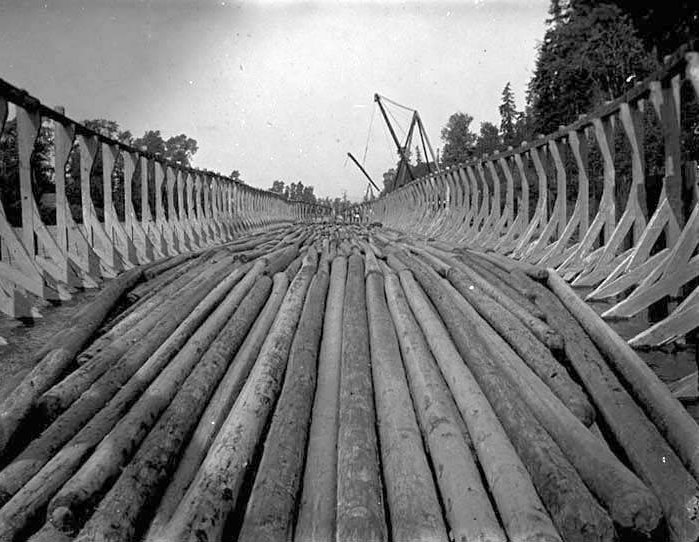
Budowa tratwy w ramie

Tratwy Bensona – przedsięwzięcie polegające na transporcie dużych ilości drewna w postaci olbrzymich tratw, holowanych przez ocean z Oregonu do Kalifornii.
O ile transport drewna w formie tratw po rzekach znany był od dawna, dopiero w końcu XIX wieku podjęto próby transportu tratw na duże odległości drogą morską.
W 1906 Simon Benson, amerykański potentat handlu drewnem zaczął budować tratwy na rzece Kolumbia i dostarczać je drogą morską do Kalifornii, gdzie występował znaczny deficyt drewna. Do nadzorowania prac Benson zatrudnił Johna A. Festabenda.
Tratwy, kształtem przypominające cygaro, były budowane w Wallace Slough, niedaleko Clatskanie. Kłody były umieszczane za pomocą dźwigu pływającego w specjalnej ramie z drewna o kształcie przypominającym kadłub statku. Po napełnieniu ramy do połowy, w środku układano łańcuch holowniczy, od którego odchodziły łańcuchy boczne łączące go z łańcuchami opasującymi. Drewno w ramie było opasywane odpowiednio mocnymi łańcuchami w odstępie około 5–7 metrów, połączonymi między sobą. Łańcuchy, wraz z umieszczonymi w ładunku dłuższymi kłodami zapewniały odpowiednią wytrzymałość tratwy. Następnie usuwano jedną ze stron ramy i wypychano tratwę z pozostałej części. Swobodnie unosząc się na wodzie tratwa spłaszczała się, co dodatkowo napinało łańcuchy. Tworzenie jednej tratwy trwało 4 do 7 tygodni.
Tratwy miały długość 210–300 metrów, szerokość około 16–18 metrów i grubość około 10–12 metrów. Zanurzenie takiej tratwy wynosiło około 8–10 metrów. Tratwa taka zawierała 4 do 8 milionów stóp deskowych (9,5–19 tysięcy metrów sześciennych) drewna. Do powiązania używano 170–250 ton łańcuchów. Około połowa tratw była dodatkowo załadowana innymi sortymentami drewna (słupy, gonty i inne).
Gotowe tratwy były holowane przez holownik do San Diego, gdzie Benson miał swoje tartaki. Podróż na odległość 1100 mil zajmowała około 15 dni. Oprócz wielkich tratw Bensona, Davis Logging and Trading Co. konstruowała podobne, choć mniej złożone i mniejsze (do 40 m długości, 20 m szerokości i 10 m grubości) tratwy oceaniczne zwane tratwami Davisa, które podróżowały z Prince Rupert do Vancouver (ok. 500 mil).
W latach 1906–1941 skonstruowano 120 tratw. 4 z nich zostały utracone na skutek sztormów lub pożaru.